# Томсон, Вирджил
Вирджил Томсон (англ. Virgil Thomson; 25 ноября 1896, Канзас-Сити (Миссури) — 30 сентября 1989, Нью-Йорк) — американский композитор и музыкальный критик. Утверждается, что Томсон был единственным заметным представителем американской академической музыки, сочетавшим композицию и критическую деятельность.

## Биография
Начал заниматься музыкой в своём родном городе, в том числе под руководством Густава Шётле. Продолжил занятия в Гарвардском университете, затем в Париже у Нади Буланже. Во Франции Томсон жил в 1925—1940 годах, испытав заметное влияние новейшей французской музыки (прежде всего, композиторов «Шестёрки»). В парижский период жизни сблизился с Гертрудой Стайн, в дальнейшем написал на её либретто две оперы, вызвавшие оживлённую реакцию: «Четверо святых в трёх действиях» (англ. Four Saints in Three Acts; 1927—1928, поставлена 1934; и действий в опере не три, и святых в ней участвует не четыре) и «Наша общая мать» (англ. The Mother of Us All; 1947; по мотивам биографии Сьюзен Браунелл Энтони, одной из основательниц женского движения в США). В 1939 году опубликовал книгу «Государство музыки» (англ. The State of Music), принёсшую ему значительную известность; за ней последовали «Музыкальная сцена» (англ. The Musical Scene; 1945), «Искусство судить о музыке» (англ. The Art of Judging Music; 1948) и «Музыкальное право и лево» (англ. Music Right and Left; 1951). В 1940—1954 годах Томсон был музыкальным обозревателем одной из наиболее авторитетных американских газет — «New York Herald Tribune».
Томсон писал музыку к кинофильмам, в том числе к фильму «Луизианская история» (1948), за которую был удостоен Пулитцеровской премии, и к театральным спектаклям — в том числе к постановке «Макбета», осуществлённой Орсоном Уэллсом. Балет на его музыку «Заправочная станция» (англ. Filling Station) поставил Уильям Кристенсен (1954). Интересным жанром, в котором работал Томсон, были «музыкальные портреты» — небольшие пьесы, характеризующие его коллег и знакомых.
К кружку, сформировавшемуся вокруг Томсона, принадлежал ряд выдающихся музыкантов следующего поколения, в том числе Леонард Бернстайн, Пол Боулз и Нед Рорем; как утверждается, их объединяли не только близкие взгляды на музыку, но и общая гомосексуальность.